# Население Молдовы

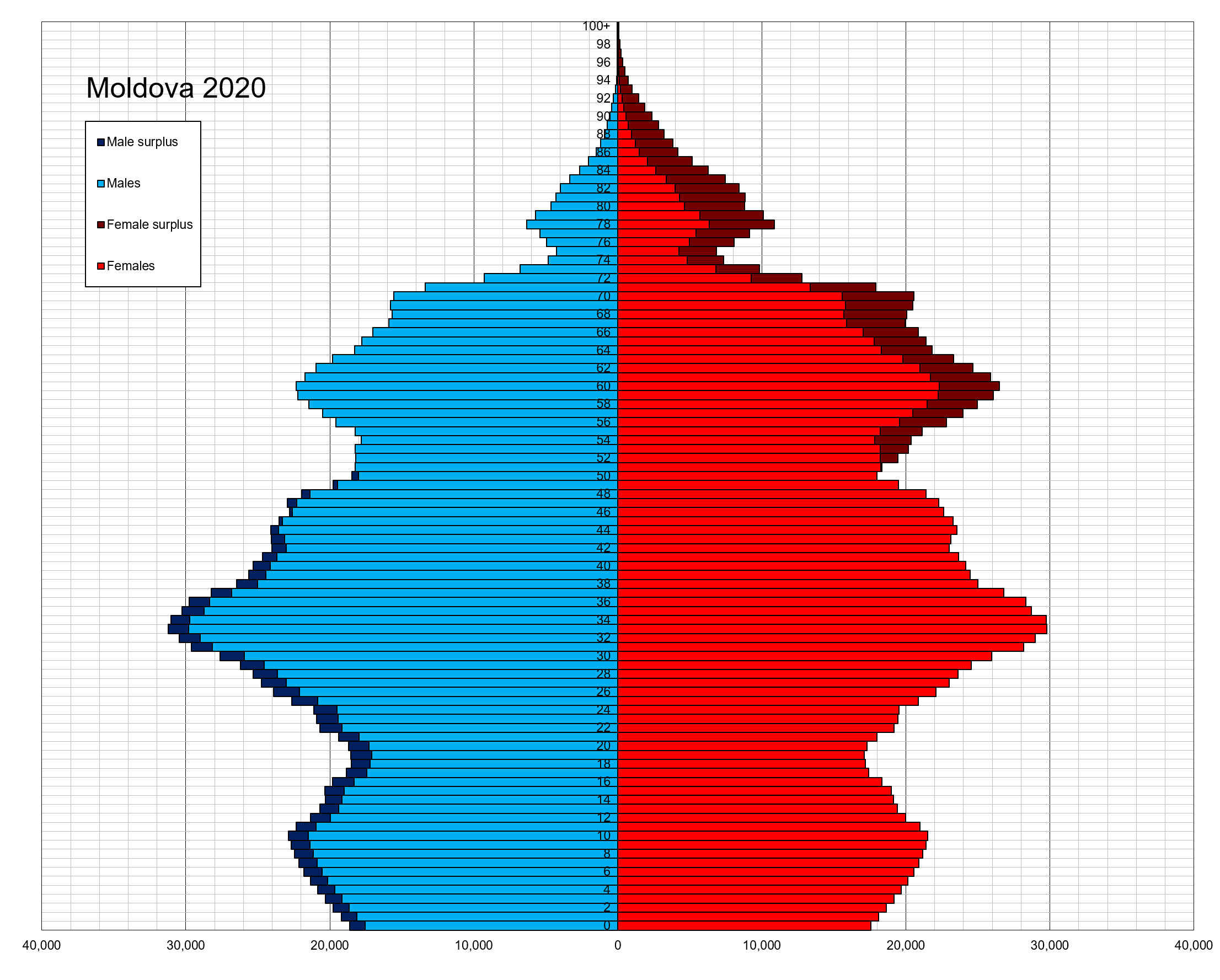
Возрастно-половая пирамида населения Молдавии на 2020 год

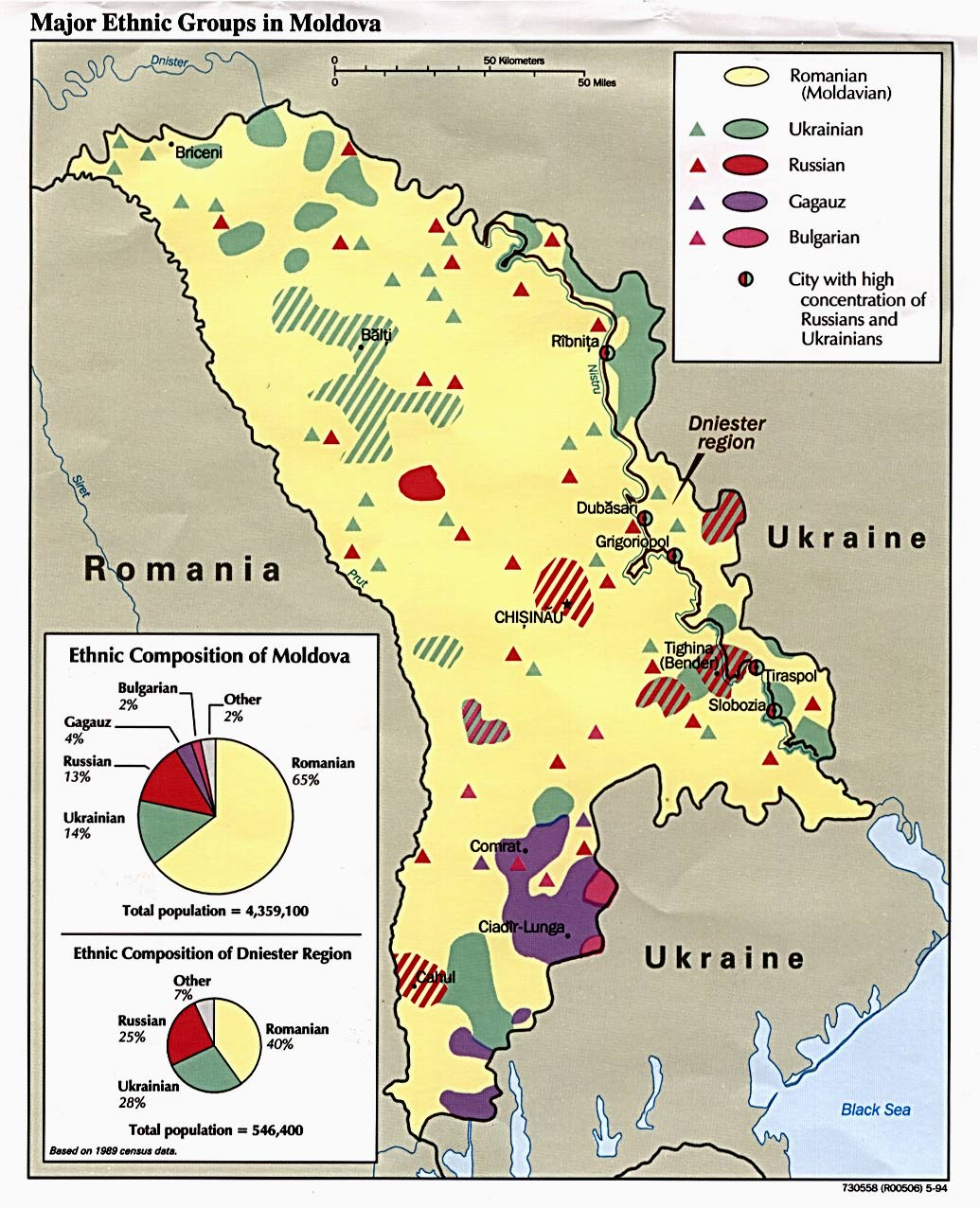
Карта показывает пять основных этнических групп (румыны (молдаване), украинцы, русские, гагаузы и болгары) в бывшей Молдавской ССР в 1989 году, незадолго до распада СССР.

По предварительным данным Национального бюро статистики (НБС), на начало 2019 года в Молдавии проживало 2,68 миллиона человек с обычным местом жительства.
На 1 января 2017 года постоянное население Молдавии по данным текущей статистики составляло 3 550 900 человек. В среднем, около 500 тыс. граждан Молдавии (по состоянию на 2009 год), жили и работали за границами Молдавии (см. Молдавская диаспора). По данным статистики за 2018 год, около 352 тыс. человек (24% экономически активного населения) Молдавии находились в трудовой миграции за пределами страны.
Численность наличного населения, учтённая по итогам переписи 2014 года, составила 2 913 281 человек (без учёта Приднестровья — левобережья Днестра и города Бендеры).
Граждане непризнанной ПМР, имеющие также гражданство Молдовы, в переписи населения Молдавии (2024 год) не участвуют.

## Обзор
Среди республик СССР по степени завершённости демографического перехода преимущественно аграрная Молдавская ССР занимала промежуточное положение (наряду с Грузией и Арменией) между европейскими республиками и странами Средней Азии и Азербайджаном. Демографический переход к малодетной семье здесь несколько затянулся. В результате, естественная убыль здесь была зафиксирована впервые в 1999 году и в последующие годы прогрессировала.
В постсоветский период демографическая обстановка в Молдавии ухудшается. Основной причиной этого является социально-экономическое положение и массовая эмиграция. За последние годы уменьшился естественный прирост населения, увеличилась эмиграция за рубеж наиболее работоспособной и профессионально подготовленной части населения страны, в результате чего только в 2017 году из страны эмигрировало около 160 тысяч человек, а иммигрировало в страну 110 тысяч человек, большинство из которых — возвратные мигранты.

## Динамика
| Численность постоянного населения | Численность постоянного населения | Численность постоянного населения | Численность постоянного населения | Численность постоянного населения | Численность постоянного населения | Численность постоянного населения | Численность постоянного населения | Численность постоянного населения | Численность постоянного населения |
| 1                                 | 1800                              | 1950                              | 1951                              | 1952                              | 1953                              | 1954                              | 1955                              | 1956                              | 1957                              |
| --------------------------------- | --------------------------------- | --------------------------------- | --------------------------------- | --------------------------------- | --------------------------------- | --------------------------------- | --------------------------------- | --------------------------------- | --------------------------------- |
| 150 000                           | ↗750 000                          | ↗2 290 000                        | ↗2 392 000                        | ↗2 461 000                        | ↗2 481 000                        | ↗2 539 000                        | ↗2 602 000                        | ↗2 652 000                        | ↗2 722 000                        |
| 1958                              | 1959                              | 1960                              | 1961                              | 1962                              | 1963                              | 1964                              | 1965                              | 1966                              | 1967                              |
| ↗2 806 000                        | ↗2 885 000                        | ↗2 967 700                        | ↗3 039 100                        | ↗3 107 000                        | ↗3 173 000                        | ↗3 243 000                        | ↗3 303 700                        | ↗3 366 800                        | ↗3 424 000                        |
| 1968                              | 1969                              | 1970                              | 1971                              | 1972                              | 1973                              | 1974                              | 1975                              | 1976                              | 1977                              |
| ↗3 482 000                        | ↗3 530 000                        | ↗3 568 900                        | ↗3 620 500                        | ↗3 672 900                        | ↗3 726 300                        | ↗3 770 300                        | ↗3 819 400                        | ↗3 859 100                        | ↗3 895 200                        |
| 1978                              | 1979                              | 1980                              | 1981                              | 1982                              | 1983                              | 1984                              | 1985                              | 1986                              | 1987                              |
| ↗3 925 400                        | ↗3 947 400                        | ↗3 987 200                        | ↗4 031 900                        | ↗4 076 800                        | ↗4 117 600                        | ↗4 155 700                        | ↗4 194 600                        | ↗4 235 200                        | ↗4 274 900                        |
| 1988                              | 1989                              | 1990                              | 1991                              | 1992                              | 1993                              | 1994                              | 1995                              | 1996                              | 1997                              |
| ↗4 305 100                        | ↗4 337 600                        | ↗4 361 600                        | ↗4 366 300                        | ↘4 359 100                        | ↘4 347 800                        | ↗4 352 700                        | ↘4 347 900                        | ↘4 331 864                        | ↘4 317 513                        |
| 1998                              | 1999                              | 2000                              | 2001                              | 2002                              | 2003                              | 2004                              | 2005                              | 2006                              | 2007                              |
| ↘4 304 700                        | ↘4 293 000                        | ↘3 643 500                        | ↘3 634 500                        | ↘3 627 812                        | ↘3 618 312                        | ↘3 607 435                        | ↘3 600 400                        | ↘3 589 900                        | ↘3 581 100                        |
| 2008                              | 2009                              | 2010                              | 2011                              | 2012                              | 2013                              | 2014                              | 2015                              | 2016                              | 2017                              |
| ↘3 572 700                        | ↘3 567 500                        | ↘3 563 700                        | ↘3 560 400                        | ↘3 559 541                        | ↘3 559 497                        | ↘3 557 600                        | ↘3 555 200                        | ↘3 553 100                        | ↘3 550 900                        |
| 2018                              | 2019                              |                                   |                                   |                                   |                                   |                                   |                                   |                                   |                                   |
| ↘3 548 700                        | ↘3 546 500                        |                                   |                                   |                                   |                                   |                                   |                                   |                                   |                                   |

| Численность населения на 1 января | Численность населения на 1 января | Численность населения на 1 января | Численность населения на 1 января | Численность населения на 1 января | Численность населения на 1 января | Численность населения на 1 января | Численность населения на 1 января | Численность населения на 1 января |
| 2014                              | 2015                              | 2016                              | 2017                              | 2018                              | 2019                              | 2020                              | 2021                              | 2022                              |
| --------------------------------- | --------------------------------- | --------------------------------- | --------------------------------- | --------------------------------- | --------------------------------- | --------------------------------- | --------------------------------- | --------------------------------- |
| 2 869 302                         | ↘2 846 327                        | ↘2 825 628                        | ↘2 780 744                        | ↘2 729 634                        | ↘2 684 772                        | ↘2 643 675                        | ↘2 626 585                        | ↘2 603 813                        |

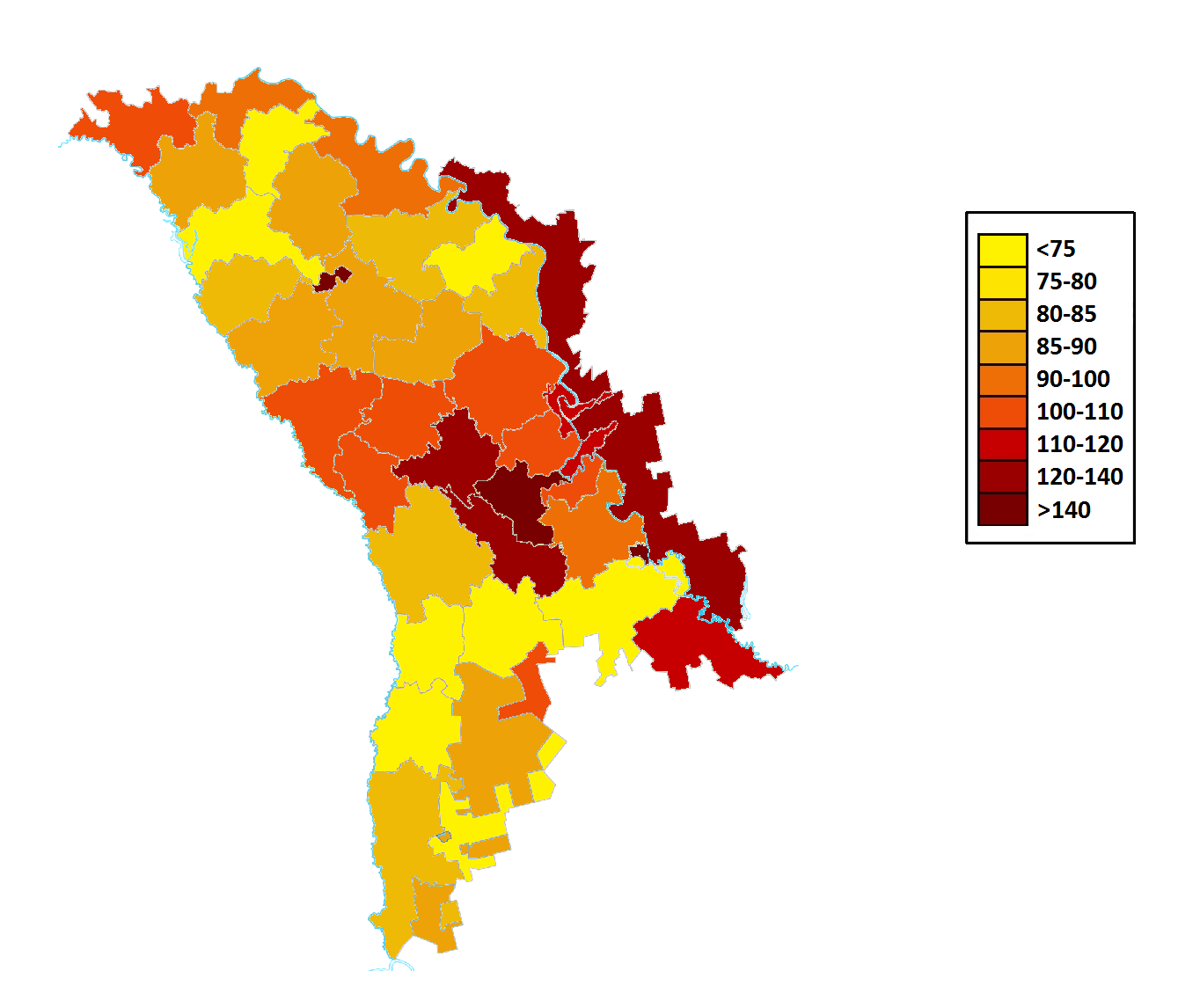
Плотность населения Молдавии на 2014 г

## Демографический переход, трудовая миграция и старение населения Молдавии
Молдавия находится в общемировом демографическом тренде глобального старения населения Земли (кроме Африки южнее Сахары), вызванного в ряде стран, как развитых так и развивающихся, демографическим переходом. Согласно данным демографического прогноза ООН 2019 года, общий коэффициент рождаемости в Молдавии с 2020 до 2100 год будет в диапазоне от 1,31 рождений на одну женщину до 1,64 рождений на одну женщину.
Основная проблема Молдавии и других посткоммунистических стран Европы в низких зарплатах, отсутствии высокооплачиваемых рабочих мест, развале экономических связей, нехватке инвестиций, отсутствии рынков сбыта производимой продукции, что вызывает отток населения в страны «развитых» экономик. В среднем, около 24% экономически активного населения Молдавии (около 352 тыс. человек в 2018 году), по данным Национального бюро статистики Республики Молдова, находятся в трудовой миграции за пределами республики.

## Перепись населения 2024
По предварительным данным Национального бюро статистики, население страны составило 2401,2 тысяч человек, что на 13,9% меньше, чем 10 лет назад. Это связано со снижением естественного прироста и миграционным оттоком населения.
47,1% населения составили мужчины, 52,9% — женщины. Иными словами, на 100 женщин приходилось около 89 мужчин, что на 3 человека меньше, чем в 2014 году. Доля женщин выросла на 0,9% за 10 лет.
По данным переписи 2024 года большинство жителей назвали себя молдаванами (77,2%), далее идут румыны (7,9%), украинцы (4,9%), гагаузы (4,2%), русские (3,2%), болгары (1,6%), цыгане (0,4%) и другие (0,5).

## Перепись населения 2014
По предварительным итогам переписи населения 2014 года, учтённое наличное население составило 2 913 281 человек, в том числе 329 108 человек, пребывавших на момент переписи за границей, но учтённых членами их семей (без учёта населения Приднестровья).
Из общего количества жителей страны 48,41 % составляют мужчины и 51,58 % — женщины.
В городах в 2014 году были переписаны 995 227 человек, в сельской местности — 1 918 054 человека. Таким образом, в стране отмечается сохранение преобладания сельского населения: его соотношение с городским составляет 65,8 % на 34,2 %.
Соотношение полов в Молдавии составляет 94 мужчины на 100 женщин. В городах эта пропорция равна 90 мужчинам на 100 женщин, более низкий показатель отмечается в муниципии Бельцы и в Бричанском районе — 84 мужчины на 100 женщин.
62 % граждан проживают на севере и в центре страны. Сгруппированные по численности переписанного населения, 7 районов имеют менее 50 тысяч жителей, в них проживают 9 % населения; в 21 районе с населением от 50 до 100 тысяч жителей сконцентрированы 51,1 % жителей Молдавии; и лишь в 4-х районах, а также в АТО Гагаузия, число жителей превышает 100 тысяч — в совокупности они составляют 19,4 % населения страны.
Из общего населения Молдавии 20,5 % проживают в муниципиях Кишинёв и Бельцы — 493 тысячи и 105 тысяч человек соответственно.

### Национальный состав
Результаты переписи населения 2014 года показали, что большинство населения Молдавии (без учёта ПМР) составляют молдаване (73,73 %), вместе с тем значительно увеличилась доля граждан, идентифицирующих себя как румыны.

Доля русских среди всего населения Молдавии по данным переписи 2004 года

Доля украинцев среди всего населения Молдавии по данным переписи 2004 года

| Национальность | Численность (чел.) | %        |
| -------------- | ------------------ | -------- |
| молдаване      | 2 068 058          | 73,73 %  |
| румыны         | 192 800            | 6,87 %   |
| украинцы       | 181 035            | 6,45 %   |
| гагаузы        | 126 010            | 4,49 %   |
| русские        | 111 726            | 3,98 %   |
| болгары        | 51 867             | 1,85 %   |
| цыгане         | 9 323              | 0,33 %   |
| другие         | 13 900             | 0,5 %    |
| не заявлена    | 50 082             | 1,79 %   |
| всего          | 2 804 801          | 100,00 % |

## Перепись населения 2004
В период с 5 по 12 октября 2004 года на территории Молдавии была проведена первая независимая перепись населения.
Согласно данным переписи, в 2004 году в Молдавии проживали 3 383 332 человека. Данные переписи не учитывали население Приднестровья — левобережья Днестра и муниципии Бендеры. Из этого числа мужчины составляют 48,1 %, женщины — 51,9 %. 38,59 % населения (1 305 655 чел.) проживают в городах, 61,41 % (2 077 677 чел.) — в сёлах.
21 % населения страны проживал в муниципии Кишинёв, 4,6 % — в Гагаузии и 3,8 % — в муниципии Бельцы.
Районы с населением более 100 тыс. человек: Кагульский, Хынчештский, Оргеевский и Унгенский. Районы с наименьшим количеством населения: Бессарабский (29 тыс.), Дубоссарский (34 тыс.), Шолданештский (42 тыс.) и Тараклийский.
За период с 1989 по 2004 гг. произошёл спад численности населения на 274 тыс. человек, что соответствует 0,5 % в год. Снижение численности население в этот период было вызвано снижением рождаемости и негативной миграцией из страны. С 1989 года численность сельского населения снизилась с 61,4 % до 57,9 %. Численность городского населения в этот период снижалась на 1,0 % в год, а сельского — на 0,13 % в год. Плотность населения снизилась со 120,4 до 111,4 чел. на км².
По предварительным данным переписи:
Районы с наибольшим сельским населением:
- Кантемирский район (94 %)
- Новоаненский район (90 %)
- Криулянский район (90 %)
- Теленештский район (90 %)
- Штефан-Водский район (89 %)
- Хынчештский район (87 %)
- Яловенский район (85 %)
- Шолданештский район (85 %)
- Фалештский район (83 %)
- Глодянский район (83 %)
- Сынжерейский район (82 %)
- Бричанский район (82 %)

Районы с наименьшим сельским населением:
- Бессарабский район (39 %)
- Гагаузия (37 %)
- Окницкий район (34 %)
- Тараклийский район (32 %)
- Унгенский район (32 %)

Было зафиксировано, что 259 554 человек (7,7 %) находятся за пределами Молдавии. Из них 144 822 — мужчины, 114 732 — женщины. 89 % уехавших покинули страну в поисках работы, 11 % уехали для обучения за границей или по другим причинам.
Исходя из предварительных данных переписи населения и данных, полученных при других статистических исследованиях, Департамент Статистики и Социологии Молдавии, рассчитал, что за пределами Молдавии находятся около 367 тысяч граждан страны.

### Национальный состав
Результаты переписи населения 2004 года показали, что большинство населения Молдавии (без учёта ПМР) составляют молдаване (75,8 %). С 1989 года их численность увеличилась на 5,9 %.
| Национальность | Численность (чел.) | %        |
| -------------- | ------------------ | -------- |
| молдаване      | 2 564 850          | 75,81 %  |
| украинцы       | 282 406            | 8,35 %   |
| русские        | 201 219            | 5,95 %   |
| гагаузы        | 147 500            | 4,36 %   |
| румыны         | 73 276             | 2,17 %   |
| болгары        | 65 662             | 1,94 %   |
| цыгане         | 12 271             | 0,36 %   |
| евреи          | 3 608              | 0,11 %   |
| поляки         | 2 383              | 0,07 %   |
| другие         | 16 139             | 0,48 %   |
| не заявлена    | 14 020             | 0,41 %   |
| всего          | 3 383 332          | 100,00 % |

Доля русских среди всего населения Молдавии по данным переписи 2004 года

Доля украинцев среди всего населения Молдавии по данным переписи 2004 года

Национальный состав населения отражает процессы, происходившие в молдавском обществе в течение последних 15 лет. Численность украинцев в сравнении с 1989 годом снизилась на 2,9 %, а русских на 3,9 %. Число гагаузов возросло на 0,3 %, а румын — на 2,1 %. В то же время число проживающих в Молдавии болгар снизилось на 0,1 %. Большинство молдаван, гагаузов и болгар живут в сельской местности, а русские, румыны и украинцы преимущественно в городах.

### Языковой состав
Согласно данным переписи 78,8 % населения страны объявили родным языком язык своей национальности. Для 78,4 % молдаван родным языком является молдавский, для 18,8 % — румынский, для 2,5 % — русский и для 0,3 % — другой язык. Украинский язык является родным для 64,1 % украинцев, а русский — для 31,8 %. Для 97,2 % русских родным языком является русский язык.
Наряду с данными о родном языке были получены данные об основном языке общения. Для 58,8 % населения Молдавии таким языком является молдавский, для 16,4 % — румынский, 16,0 % — русский, 3,8 % — украинский, 3,1 % — гагаузский и 1,1 % — болгарский. 0,4 % жителей страны обычно говорят на других языках.
Большинство украинцев, гагаузов и болгар указали язык своей национальности в качестве родного. Каждый второй украинец, каждый третий болгарин и каждый четвёртый гагауз чаще всего использует русский язык. Молдаване, говорящие в основном на русском языке, составляют всего 5,0 %.
6,2 % украинцев, 4,4 % русских, 1,9 % гагаузов, 2,2 % румын и 7,1 % болгар говорят преимущественно на молдавском языке.

### Гражданство
3 371 082 проживающих в республике человек (99,6 %) являются гражданами Молдавии. Гражданством другой страны обладают 6486 человек (0,2 %) и 5374 человек не имеют гражданства. Из граждан Молдавии 12 705 человек имеют двойное гражданство. 390 человек не указали своё гражданство.

### Половой состав
Женщины продолжают быть преобладающей частью населения страны — 51,9 % от общей численности в 2004 г. и 52,3 % — в 1989 г. При последней переписи учтено 1755643 женщины, что на 128 тысяч больше, чем мужчин. На 1000 женщин приходилось 927 мужчин, против 912 в 1989 году.
Несмотря на то, что снижение численности женского населения в межпереписной период было значительнее, чем снижение численности мужского населения, преобладание женщин сохранилось. Женщины более многочисленны после 30-летнего возраста.
В межпереписной период возрос на 3,5 года средний возраст населения и составил 35,3 года, для женщин — 36,8 года, для мужчин — 33,6 года (по данным переписи 1989 г. средний возраст составлял, соответственно, 31,8, 33,3 и 30,1 лет).

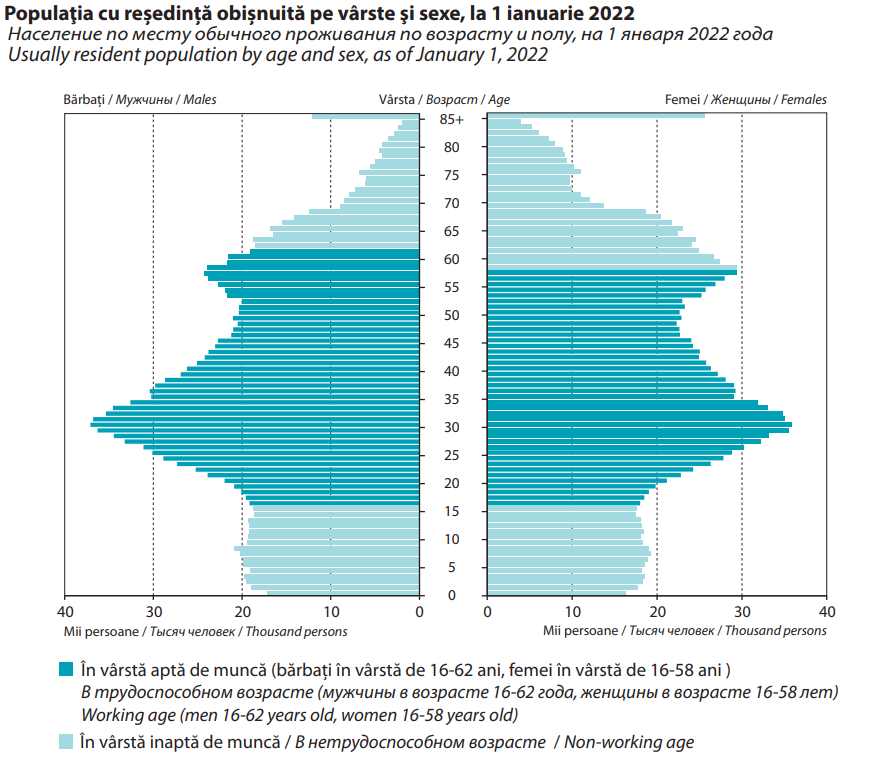
Население по месту обычного проживания по возрасту и полу, на 1 января 2022 года

### Религиозный состав
Во время проведения переписи населения 2004 года 93,3 % опрошенных указали своей религией православие. Из приверженцев других конфессий значительное число составили баптисты (около 1 %), пятидесятники (0,42 %), адвентисты седьмого дня (0,4 %) и старообрядцы (0,15 %). Атеистами и не придерживающимися никакой религии объявили себя 46 тыс. человек (1,4 %). 75,7 тыс. человек (2,2 %) не указали свою религию.

## Распределение населения по регионам и городам Молдавии

### Населённые пункты с количеством жителей выше 15 тысяч человек
| Город       | Население, тыс. чел. |
| ----------- | -------------------- |
| Кишинёв     | 663,4                |
| Тирасполь   | 148,9                |
| Бельцы      | 130,6                |
| Бендеры     | 93,75                |
| Рыбница     | 50,1                 |
| Кагул       | 39,4                 |
| Унгены      | 38,0                 |
| Сороки      | 37,2                 |
| Оргеев      | 33,2                 |
| Комрат      | 25,0                 |
| Чадыр-Лунга | 22,7                 |
| Дубоссары   | 22,5                 |
| Страшены    | 21,6                 |
| Дрокия      | 20,3                 |
| Кэушень     | 20,0                 |
| Слободзея   | 20,0                 |
| Вулканешты  | 16,9                 |
| Хынчешты    | 16,8                 |
| Фалешты     | 16,6                 |
| Калараш     | 16,0                 |
| Единцы      | 15,6                 |
| Яловены     | 15,3                 |
| Флорешты    | 15,3                 |
| Сынжерей    | 15,3                 |
| Тараклия    | 15,0                 |

### Количество населения по районам
| Район          | Население, тыс. чел. |
| -------------- | -------------------- |
| АТО Гагаузия   | 160,95               |
| Оргеевский     | 125,85               |
| Кагульский     | 124,85               |
| Хынчештский    | 121,8                |
| Унгенский      | 117,3                |
| Сорокский      | 100,25               |
| Яловенский     | 99,4                 |
| Сынжерейский   | 93,3                 |
| Фалешстский    | 92,5                 |
| Каушанский     | 92,15                |
| Страшенский    | 91,4                 |
| Дрокиевский    | 89,8                 |
| Флорештский    | 89,75                |
| Новоаненский   | 83,1                 |
| Единецкий      | 82,7                 |
| Каларашский    | 78,8                 |
| Бричанский     | 75                   |
| Теленештский   | 74,05                |
| Криулянский    | 73,2                 |
| Штефан-Водский | 71,7                 |
| Рышканский     | 69,75                |
| Ниспоренский   | 66,7                 |
| Глодянский     | 61,65                |
| Чимишлийский   | 61,5                 |
| Окницкий       | 55,95                |
| Леовский       | 53,7                 |
| Резинский      | 52,45                |
| Дондюшанский   | 45                   |
| Тараклийский   | 44,15                |
| Шолданешсткий  | 43,15                |
| Бессарабский   | 29,1                 |

## Данные из «CIA — The World Factbook»
Население: 4 455 421 (оценка на июль 2005 г.)
Возрастная структура:
- 0-14 лет: 20,2 % (муж. 459 452 / жен. 442 725)
- 15-64 года: 69,5 % (муж. 1 489 813 / жен. 1 606 202)
- 65 лет и старше: 10,3 % (муж. 169 038 / жен. 288 191) (оценка на 2005 г.)

Средний возраст:
- все категории: 32,22 года
- мужчины: 30,14 лет
- женщины: 34,27 года (оценка на 2005 г.)
- Рост населения: 0,22 % (оценка на 2005 г.)
- Уровень рождаемости: 15,27 на 1000 чел. (оценка на 2005 г.)
- Уровень смертности: 12,79 на 1000 чел. (оценка на 2005 г.)
- Уровень миграции: −0,25 на 1000 чел. (оценка на 2005 г.)

Половая структура:
- при рождении: 1,05 муж./жен.
- до 15 лет: 1,04 муж./жен.
- 15-64 года: 0,93 муж./жен.
- 65 лет и более: 0,59 муж./жен.
- все категории: 0,91 муж./жен. (оценка на 2005 г.)

Уровень детской смертности:
- Всего: 40,42 смертей на 1000 рождений
- муж.: 43,11 смертей на 1000 рождений
- жен.: 37,58 смертей на 1000 рождений (оценка на 2005 г.)

Ожидаемая продолжительность жизни:
- Всего: 65,18 лет
- муж.: 61,12 год
- жен.: 69,43 лет (оценка на 2005 г.)

Общий уровень рождаемости: 1,81 детей на 1 женщину (оценка на 2005 г.)
Религиозный состав:
- православные: 98 %
- иудеи: 1,5 %
- баптисты и др.: 0,5 % (2000 г.)

Языки:
- молдавский язык
- русский язык
- гагаузский язык

Грамотность: (население старше 15 лет)
- Всего: 99,1 %
- муж.: 99,6 %
- жен.: 98,7 % (оценка на 2003 г.)

## Динамика численности населения
В следующей таблице представлена динамика численности и плотности населения Молдавии с 1995 по 2003 гг. Информация дана с учётом населения Приднестровья
| Год                                    | 1995   | 1996   | 1997   | 1998   | 1999   | 2000   | 2001   | 2002   | 2003   |
| -------------------------------------- | ------ | ------ | ------ | ------ | ------ | ------ | ------ | ------ | ------ |
| Численность населения, тыс. чел.       | 4334,4 | 4320,0 | 4304,7 | 4293,0 | 4281,5 | 4264,3 | 4247,7 | 4228,9 | 4208,5 |
| Плотность населения (человек на 1 км²) | 128,2  | 127,8  | 127,4  | 127    | 126,7  | 126,2  | 125,7  | 125,1  | 124,5  |

В следующей таблице представлена динамика численности населения Молдавии с 2003 по 2005 гг. без учёта населения Приднестровья — левобережья Днестра и Бендер.
| Год                  | 2003     | 2004     | 2005     | 2006     |
| -------------------- | -------- | -------- | -------- | -------- |
| Население, тыс. чел. | 3 612,25 | 3 606,80 | 3 386,00 | 3 391,70 |
| Городское, тыс. чел. |          | 1 492,90 | 1 308,80 | 1 320,10 |
| Сельское, тыс. чел.  |          | 2 113,90 | 2 077,20 | 2 071,60 |